# 迪韋德鎮區 (北達科他州迪基縣)
迪韋德鎮區（英語：Divide Township）是位於美國北達科他州迪基縣的一個鎮區。

## 地方資料
迪韋德鎮區的面積為91.57平方千米，當中陸地面積為90.97平方千米，而水域面積為0.60平方千米。根據2020年美國人口普查的數據，當地共有人口80人，而人口密度為每平方千米0.87人。